# Vukojevica
Vukojevica je naselje u Republici Hrvatskoj u Požeško-slavonskoj županiji, u sastavu općine Čaglin.

## Zemljopis
Vukojevica je smještena oko 5 km sjeverno od Čaglina na cesti Slavonski Brod - Našice, susjedna sela su Duboka, Jasik, Bektež i Milanlug.

## Stanovništvo
Prema popisu stanovništva iz 2001. godine Vukojevica je imala 88 stanovnika, dok je prema popis stanovništva iz 1991. godine imala 105 stanovnika.
| broj stanovnika |       |       |       |       |       |       |       |       | 111   | 108   | 125   | 110   | 99    | 105   | 88    | 76    | 61    |
|                 | 1857. | 1869. | 1880. | 1890. | 1900. | 1910. | 1921. | 1931. | 1948. | 1953. | 1961. | 1971. | 1981. | 1991. | 2001. | 2011. | 2021. |